# Gandamekar (Kadungora)
Gandamekar is een bestuurslaag in het regentschap Garut van de provincie West-Java, Indonesië. Gandamekar telt 6486 inwoners (volkstelling 2010).